# غرانزيم

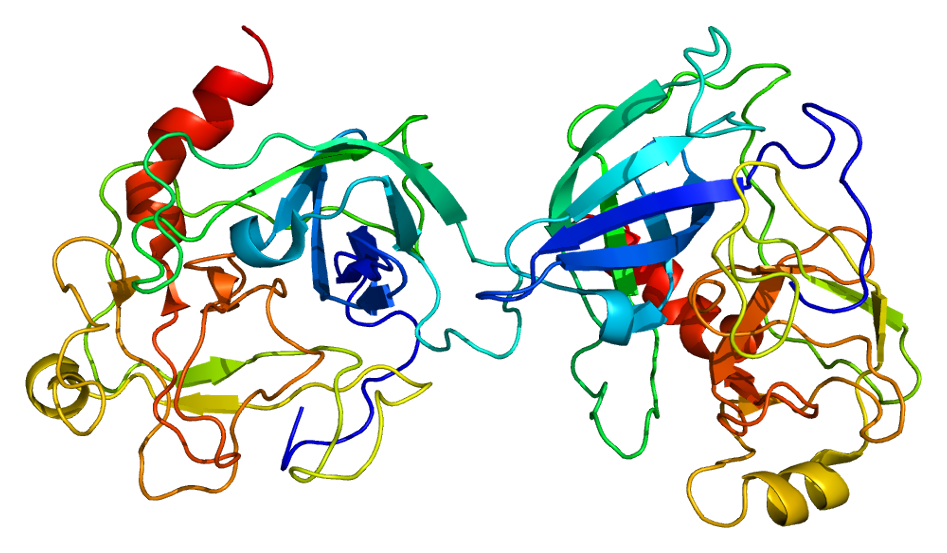

غرانزيم (بالإنجليزية: Granzyme ) هي كلمة مركبة من كلمتين Granula و Enzym وتصف عملية ببتيداز تجري في حبيبات داخل خلايا المناعة النشطة وعلى الأخص في خلايا تي القاتلة ، فتحلل ما فيها من مستضد يهدد سلامة الجسم. وهي تعمل سويا مع وبتعضيد من إنزيم بيرفورين . وتختلف الآراء عن عددها فالبعض يقول انها 5 إنزيمات والبعض الآخر يقول أنها 11 إنزيم حسب المراجع ؛ وهي تعرف عموما بغرانزيم A حتى غرانزيم M .
وهي إنزيمات من نوع سيرين البروتياز . ويقوم الغرانزيم بصفة أساسية بعملية استماتة خلية جسم مصابة أو ميكروب أو فيروس دخيل على الجسم. وهذا مهم في حالات مقاومة العدوى ، ومقاومة أعضاء مزروعة مأخوذة من شخص غريب ، أو مقاومة خلايا الأورام السرطانية ، وكذلك في نشأة مرض المناعة الذاتية .

## كتب
- C. M. Kam / D. Hudig / J. C. Powers: Granzymes (lymphocyte serine proteases). Characterization with natural and synthetic substrates and inhibitors. In: BBA - Biochimica et Biophysica Acta (Biochim. Biophys. Acta) 1477, 1-22, 2000, ISSN 0006-3002, S. 307-323.
- M. J. Smyth / J. A. Trapani: Granzymes. Exogenous proteinases that induce target cell apoptosis. In: Immunology Today 16, 1995, ISSN 0167-4919, S. 202-206.

## اقرأ أيضا
- ببتيداز
- بيرفورين
- خلية تي قاتلة
- نظام المناعة
- معقد التوافق النسيجي الكبير
- تحلل خلوي